# U-821
U-821 — средняя немецкая подводная лодка типа VIIC времён Второй мировой войны.

## История
Заказ на постройку субмарины был отдан 20 января 1941 года. Лодка была заложена 20 января 1941 года на верфи Одерверке в Штеттине под строительным номером 821, спущена на воду 26 июня 1943 года, введена в строй 11 октября того же года. Была одной из двух лодок (вместе с U-822), построенных на данной верфи. Лодка почти год служила в учебных флотилиях. За три месяца боевой службы участвовала только в двух коротких боевых патрулях, 10 июня 1944 года, на четвёртый день второго похода была уничтожена самолётами Королевских ВВС.

### История службы
1-й боевой поход начался из Бергена 19 марта 1944 года. Лодка пошла патрулировать в Атлантическом океане. 10 апреля была атакована самолётом, но отогнала его зенитным огнём и самолёт глубинные бомбы не сбрасывал. Боевой поход завершился в Бресте 12 апреля.
2-й боевой поход начался из Бреста 6 июня 1944 года. Лодка получила приказ атаковать десантные корабли англо-американцев в Ла-Манше. 7 июня группа германских подводных лодок была атакована самолётами. По самолётам вела огонь и «U-821», но никого сбить не смогла, в отличие от нескольких других лодок. В ходе атак сама лодка не пострадала. 10 июня 1944 года лодка была атакована «Либерейтором» и 4 самолётами De Havilland Mosquito сбросившими на лодку глубинные бомбы. Подводная лодка пыталась отразить атаку авиации зенитным огнём и сбила один британский самолёт «Mosquito». После взрывов бомб подводная лодка «U-821» затонула, 50 человек погибло, один выжил. 

### Флотилии
- 11 октября — 1 ноября 1943 года — 4-я флотилия (учебная)
- 1 ноября — 31 декабря 1943 года — 24-я флотилия (учебная)
- 1 января — 29 февраля 1944 года — 4-я флотилия (учебная)
- 1 марта — 1 июня 1944 года — 1-я флотилия